# Ralph W. Sturges
Ralph W. Sturges, född 25 december 1918, död 1 oktober 2007, var en amerikansk mohegansk hövding som medverkade till att det moheganska folket i Connecticut erkändes av USA:s regering 1994. Han hjälpte också till att grunda och bygga Connecticuts Mohegan Sun-casino. Han har fått titeln "Livets hövding".
Den moheganska stammen, baserad i Montville, CT, utgörs idag av omkring 1 700 personer. Reservatet ligger i östra Connecticut längs Thames River nära staden Uncasville. Moheganerna är en av de rikaste stammarna i USA, tack vare inkomsten från kasinon och andra inrättningar, som Ralph Sturges stod i spetsen för att upprätta.

## Privatliv
Ralph W. Sturges föddes den 25 december 1918 i New London, Connecticut. Sturges har sin moheganska härstamning från sin gammelmormor, Emma Baker, en mohegansk medicinkvinna och aktivist för Amerikas urbefolkning under det tidiga 1900-talet, som kämpade för att staten skulle åtgärda moheganernas problem i jordfrågor.
Sturges tjänstgjorde i USA:s armé under andra världskriget i en underrättelsedivision i Nya Guinea och Filippinerna. Han belönades med Bronze Star för sitt arbete i kriget.
Sturges hade flera arbeten innan han blev aktiv inom de moheganska affärerna sent i livet. Han arbetade som katastrofhjälpskoordinator i Frälsningsarmén och som varubud för ett pansarbilföretag, bland flera jobb.
Sturges var en talangfull och aktiv marmorskulptör. Hans arbeten visas på Connecticut State Capitol och i andra offentliga byggnader. Connecticuts guvernör M. Jodi Rell uttalade sig efter Sturges död 2007 med orden "Han kommer alltid bli ihågkommen för sina bidrag, inte bara som vis ledare... utan också som en lysande skulptör."